# Brent Van Moer
Brent Van Moer (* 12. Januar 1998 in Beveren) ist ein belgischer Radrennfahrer.

## Werdegang
Van Moer, der bei den Junioren 2016 die Gesamtwertung und die Einzelzeitfahr-Etappe des Sint-Martinusprijs Kontich gewonnen hatte, schloss sich 2017 der U23-Nachwuchsmannschaft des UCI WorldTeams Lotto Soudal an, für das er zum Saisonende 2019 als Stagiaire fuhr. Er gewann bei den Weltmeisterschaften 2018 die Silbermedaille im Einzelzeitfahren der U23. Im Jahr 2019 gewann er mit dem Zeitfahren des U23-Etappenrennens Le Triptyque des Monts et Châteaux seinen ersten internationalen Wettbewerb im Erwachsenenbereich und wurde belgischer U23-Zeitfahrmeister.
Im Juni 2019 wechselte Van Moer vom Farmteam zum WorldTeam Lotto Soudal, für das er im August den siebten Rang in der Gesamtwertung der Dänemark-Rundfahrt belegte. Beim UCI-WorldTour-Etappenrennen Tirreno–Adriatico 2021 wurde er auf der 2. Etappe Zweiter im Sprint einer fünfköpfigen Ausreißergruppe. Mit der Vuelta a España 2020 bestritt er seine erste Grand Tour und beendete die Rundfahrt auf Platz 100.
Im Mai 2021 wurde Van Moer durch einen Streckenposten möglicherweise um seinen ersten internationalen Elitesieg gebracht, als er nach langer Flucht 500 Meter vor dem Ziel beim Eintagesrennen Ronde van Limburg fehlgeleitet wurde. Wenige Tage später gewann er die Auftaktetappe des Critérium du Dauphiné wiederum nach langer Flucht, bei der er seine Begleiter ca. 20 Kilometer vor dem Ziel an einer Steigung zurückließ und 25 Sekunden vor dem Feld ins Ziel rettete. Auf der 4. Etappe der Tour de France 2021 wurde er nach einer Flucht von 140 Kilometern erst ca. 150 Meter vor dem Ziel vom Feld gestellt.

## Erfolge
2016

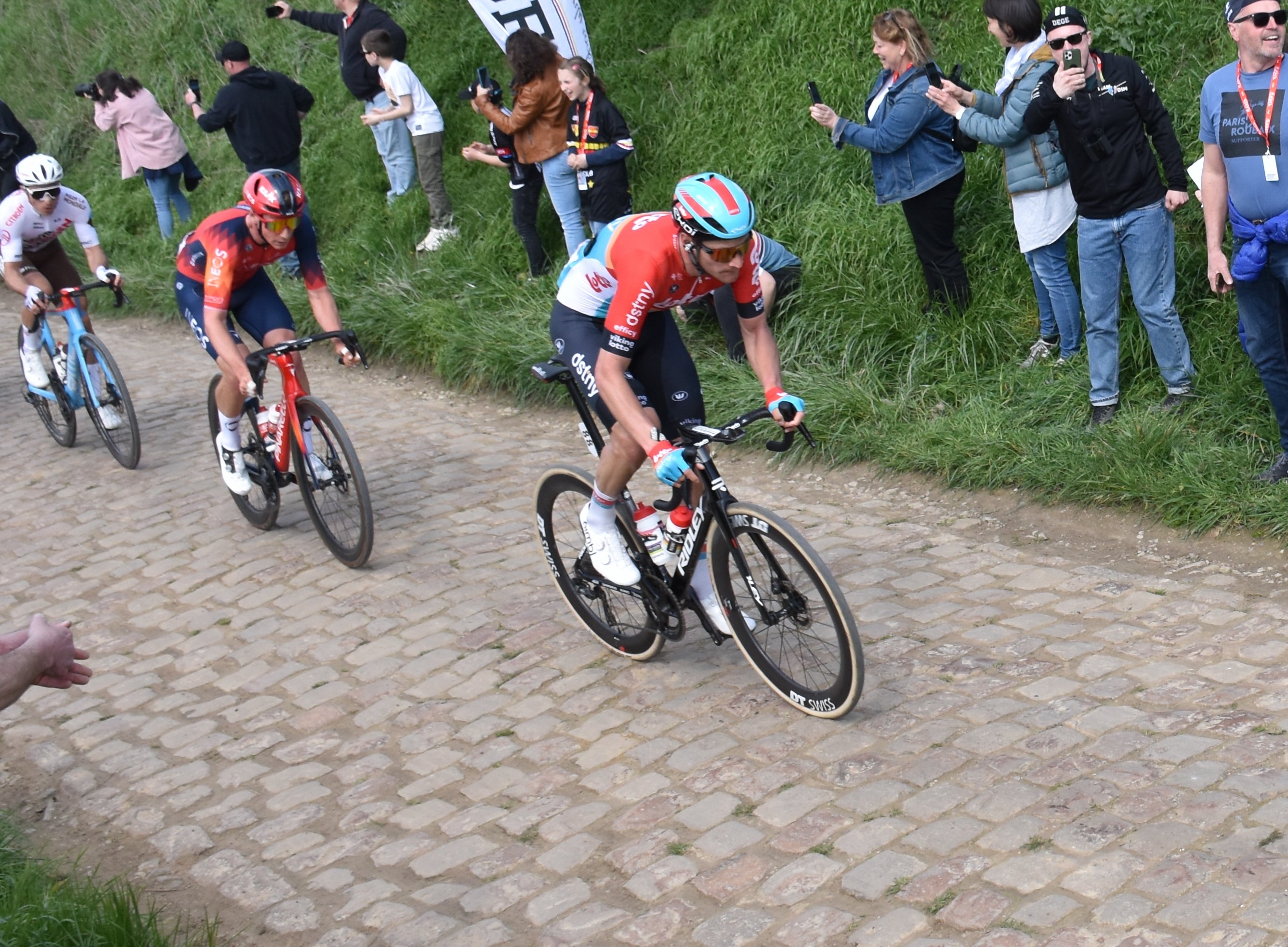
Paris-Roubaix 2023 – Pavé de Quiévy à Saint-Python – N° 88 Brent van Moer.

- Gesamtwertung und eine Etappe Sint-Martinusprijs Kontich

2018
- Weltmeisterschaft – Einzelzeitfahren (U23)

2019
- eine Etappe Le Triptyque des Monts et Châteaux
- Belgischer Meister – Einzelzeitfahren (U23)

2021
- eine Etappe Critérium du Dauphiné

## Grand Tours-Platzierungen
| Grand Tour            | 2020 | 2021 | 2022 | 2023 | 2024 | 2025 |
| --------------------- | ---- | ---- | ---- | ---- | ---- | ---- |
| Giro d’ItaliaGiro     | –    | –    | –    | –    | –    | –    |
| Tour de FranceTour    | –    | 65   | 120  | –    | 95   | 84   |
| Vuelta a EspañaVuelta | 100  | –    | –    | –    | –    |      |